# Lammetjespap
Lammetjespap is een oud-Hollands gerecht.
Het is een pap gemaakt van hoofdzakelijk melk en bloem. Het wordt met basterdsuiker gegeten maar ook wel met honing. De smaak is weinig uitgesproken. Jonge kinderen kregen het als bijvoeding tijdens of na de periode van borst- of flesvoeding. Tot en met het midden van de twintigste eeuw werd het ook voorgeschreven bij wijze van aanvullende voeding voor jonge tuberculosepatiënten.